# Ulrich Stock
Johannes Paul Ulrich Stock (* 8. Juni 1896 in Leipzig; † 12. Dezember 1974 in Würzburg) war ein deutscher Straf- und Wehrrechtler. Er, zunächst Ministerialbeamter, war von 1936 bis 1941 Richter am Reichskriegsgericht. Stock bekleidete von den 1930er bis 1960er Jahren Professuren in Berlin, Marburg, Saarbrücken und Würzburg. 1957/58 war er Rektor der Julius-Maximilians-Universität Würzburg.

## Leben
Stock wurde 1896 als Sohn des späteren Generaloberstabsarztes Paul Hugo Stock in Leipzig geboren. Er besuchte von 1902 bis 1906 die Bürgerschule Freiberg im Erzgebirge und von 1906 bis 1909 das Realgymnasium Borna bei Leipzig. Nach der Reifeprüfung 1914 am Königlich Humanistischen Gymnasium zu Dresden-Neustadt war er bis zur Erkrankung Kriegsfreiwilliger im Ersten Weltkrieg. Nach der vorläufigen Entlassung studierte er Rechts- und Staatswissenschaften an der Universität Leipzig (1914/15) und Ludwig-Maximilians-Universität München (1915). Unterbrochen wurde sein Studium bis 1918 durch erneuten Kriegsdienst beim Heer. Er schied als Leutnant der Reserve aus. Sodann setzte er sein Studium fort und legte 1920 das Referendarexamen ab. Sein Referendariat absolvierte er bei den Amtsgerichten Dresden, Tharandt, und Brand-Erbisdorf, beim Landgericht Dresden, bei der Amtshauptmannschaft Bautzen und verschiedenen Rechtsanwälten. Er wurde an der Universität Leipzig mit den Dissertationen Kinderraub und Kinderhandel (Dr. iur. 1921) und Verstaatlichung der Polizei Sachsen (Dr. rer. pol. 1924) jeweils mit magna cum laude promoviert.
Nach dem Assessorexamen 1923 war er Assessor bzw. Regierungsassessor bei den Landesfinanzämtern Dresden (ab 1923) und Brandenburg (ab 1925) sowie beim Reichsmonopolamt für Branntwein (1928). Von 1928 bis 1931 war er in der handelspolitischen Abteilung des in dieser Zeit durch verschiedene staatstragende Parteien geführten Reichswirtschaftsministeriumn in Berlin tätig, wo er an der Zollgesetzgebung und Handelsverträgen mitwirkte. In der Literatur ist auch zum Teil vom Reichsfinanzministerium (ab 1927) die Rede. Beteiligt war er u. a. an der Ausarbeitung des Gesetzes über Zolländerungen (1929) und an den Vorarbeiten für eine durch den Völkerbund forcierte Vereinheitlichung der Zollnomenklatur in den 1920er Jahren. Außerdem begann er mit der Veröffentlichung erster praxisrelevanter Arbeiten u. a. zum Verbrauchersteuerrecht. 1931 war er erneut am Reichsmonopolamt tätig.
1931 habilitierte er sich bei Richard Schmidt, einem Vertreter der Klassischen Strafrechtsschule, an der Universität Leipzig mit der Arbeit Entwicklung und Wesen der Amtsverbrechen in Straf- und Strafprozessrecht. und war danach Privatdozent für ebendiese Fächer. 1934 war er Vertretungsprofessor für Strafrecht an der Martin-Luther-Universität Halle-Wittenberg. 1936 wurde er Dozent an der Friedrich-Wilhelms-Universität zu Berlin. 1937 war er Lehrbeauftragter für Wehrrecht. Sodann habilitierte er sich in Berlin um. 1938 wurde er nicht beamteter außerordentlicher Professor und 1939 außerplanmäßiger Professor an der Universität Berlin. Zuvor lehnte er Rufe an die Ernst-Moritz-Arndt-Universität Greifswald und die Friedrich-Alexander-Universität Erlangen-Nürnberg in Erlangen ab. 1941 wurde er Lehrstuhlinhaber für Strafrecht, Prozessrecht und Rechtsphilosophie  an der Philipps-Universität Marburg. Der Historiker Theodor Mayer favorisierte ihn 1942 als seinen Nachfolger im Rektoratsamt, offenbar war Stock aber beim NS-Dozentenbund nicht durchsetzbar. Von 1942 bis 1945 war Stock Dekan der Juristischen Fakultät. 1942/43 hielt er als Vertreter die Vorlesung Strafrecht an der Universität Frankfurt am Main. Eine angestrebte Lehrverpflichtung an der Westfälischen Wilhelms-Universität in Münster realisierte sich aufgrund des Fortgangs des Zweiten Weltkrieges nicht mehr.
Stock war ab 1931 Amts- und Landgerichtsrat am Amtsgericht Leipzig. 1935 wechselte er als Berufungs- und Revisionsrichter in die Militärgerichtsbarkeit nach Berlin. Er war zunächst als Oberkriegsgerichtsrat in Berlin, dann als Strafrichter beim Panzerkorps tätig. Ab 1936 war er Reichskriegsgerichtsrat. 1936 war er in der Rechtsabteilung im Reichswehrministerium tätig. Er veröffentlichte diverse Arbeiten zum Wehrrecht u. a. wirkte er auch an der Verordnung zur Änderung der Militärstrafgerichtsordnung (1936) mit. Stock befürwortete die Anwendung der Todesstrafe im weiteren Sinne, 1943 aber setzte er sich maßgeblich für den wegen Beihilfe zum Hochverrat vom Reichskriegsgericht zum Tode verurteilten Marburger Romanisten Werner Krauss, Mitglied der Roten Kapelle, ein. Das Urteil wurde aufgeschoben und letztlich aufgehoben. Bereits 1941 schied er aufgrund seiner universitären Verpflichtung aus dem Richteramt aus. Ursprünglich Mitglied der katholischen Deutschen Zentrumspartei (1924/25 oder 1923–1927) und der Deutschnationalen Volkspartei (DNVP, um 1927), trat er am 1. Mai 1933 NSDAP bei. Außerdem war er ab 1936 Mitglied im NSDB. Aufgrund seiner einstigen Parteimitgliedschaft wurde er ab 1945 zweimal durch die US-Amerikaner verhaftet, zunächst als „Entlasteter“ eingestuft, konnte er 1947 nach einem aufgehobenen Wiesbadener Spruchkammerurteil, diesmal als „Mitläufer“, trotz alledem seine Hochschultätigkeit in Marburg wieder aufnehmen. Als ambivalent gilt seine Haltung zum NS-Regime, einerseits wurde er durch Nationalsozialisten einst vertrauenswürdig genannt, andererseits nahmen ihn nach 1945 etwa Walter Schätzel, Fritz von Hippel und Julius Ebbinghaus in Schutz, die ihn vielmehr als Gegner des Regimes beschrieben haben. Insbesondere die Judenverfolgung und die NS-Kirchenpolitik missfiel Stock; auch wurden seine Vorlesungen zum Teil durch die Gestapo überwacht.
Stock wechselte 1948 als ordentlicher Professor für Strafrecht und Zivilprozessrecht an die Universität des Saarlandes nach Saarbrücken; sein Nachfolger wurde Ernst Seelig. Nach einer Lehrstuhlvertretung für Strafrecht 1950/51 an der Universität Marburg wurde er 1951 als Nachfolger von August Schoetensack Ordinarius für Strafrecht, Strafprozessrecht und freiwillige Gerichtsbarkeit an der Julius-Maximilians-Universität Würzburg. Er bekleidete dort 1952/53 das Amt des Dekans der Rechts- und Staatswissenschaftlichen Fakultät und war 1957/58 Rektor. 1959/60 war er wegen Krankheit verhindert. 1960 wurde er mit dem Staats- und Völkerrechtler Friedrich August Freiherr von der Heydte Vorstand des Instituts für Wehrrecht. 1961 erfolgte die Emeritierung, danach war er noch bis zu seinem Tode 1974 in der Lehre aktiv. Zu seinem Nachfolger wurde 1961 Günter Spendel bestimmt.
Wesentlich beeinflusst durch die Klassische Strafrechtsschule waren seine Schriften geprägt von einer kriminalistischen Grundhaltung. 1937 hielt er einen Vortrag vor dem Wehrrechtsausschuss der Akademie für Deutsches Recht in München, der auch in der Zeitschrift für Wehrrecht veröffentlicht wurde, deren ständiger Mitarbeiter er war. Ab den 1950er Jahren war er ständiger Mitarbeiter der Neuen Zeitschrift für Wehrrecht. Zu seinem 70. Geburtstag wurde ihm eine Festschrift (Studien zur Strafrechtswissenschaft) gewidmet. Spendel attestierte ihm in einem Nachruf, erschienen in der NJW, eine „bemerkenswert liberale[] Gesinnung“.
Stock war evangelisch-lutherisch getauft. Später war er ein Anhänger der Una-Sancta-Bewegung.

## Auszeichnungen
- militärische Auszeichnungen[12] u. a. 1943 das Kriegsverdienstkreuz II. Klasse mit Schwertern (durch den Präsidenten des Reichskriegsgerichts Max Bastian)[21]
- Bayerischer Verdienstorden[12]

## Schriften (Auswahl)
- Kinderraub und Kinderhandel (1921)
- Die Verstaatlichung der Polizei in Sachsen (1923)
- Grundriss des Getränkesteuerrechts (1925)
- Entwicklung und Wesen des Amtsverbrechen (1931)
- Die Strafe als Dienst am Volke (1933)
- Die Strafe als Leistung (1952)
- Grundriß des Strafprozeßrechts (1952/54)